# لويس، كونت إفرو
لويس كونت إفرو (3 مايو 1276 - 19 مايو 1319) كان الابن الثالث لـ فيليب الثالث ملك فرنسا وزوجته الثانية ماري من برابانت، وبالتالي هو الأخ غير الشقيق لـ فيليب الرابع ملك فرنسا .
كان لويس شخصية هادئة ومعبرة وكان معارضاً سياسياً لمكائد أخيه غير الشقيق شارل كونت فالوا، وكما كان على مقربة من ابن أخيه فيليب الخامس ملك فرنسا .
تزوج مارغريت من أرتوا ابنة فيليب من أرتوا وشقيقة روبرت الثالث من أرتوا؛ وأنجبت له خمسة أبناء:-
1. ماري (1303 - 31 أكتوبر 1335)، تزوجت في 1311 جان الثالث، دوق برابانت.
2. شارل (1305-1336)، كونت أتامب؛ تزوج من ماريا دي لا سيردا، ليدى لونل، ابنة فرناندو دي لا سيردا .
3. فيليب الثالث ملك نافارا (1306-1343)، وهو متزوج من جوان الثانية ملكة نافارا.[2]
4. مارغريت (1307-1350)، هي متزوج في 1325 من غيوم الثاني عشر من أوفرن.
5. جوان (1310-1370)، متزوجة من شارل الرابع ملك فرنسا.[2]